# Fontaine-le-Sec

Fontaine-le-Sec este o comună în departamentul Somme, Franța. În 1 ianuarie 2022 avea o populație de 142 de locuitori.